# Кузано Миланино
Кузано Миланино (итал. Cusano Milanino) је насеље у Италији у округу Милано, региону Ломбардија.
Према процени из 2011. у насељу је живело 18904 становника. Насеље се налази на надморској висини од 154 м.

## Становништво
| 1931. | 1936. | 1951. | 1961.  | 1971.  | 1981.  | 1991.  | 2001.  | 2011.  |
| ----- | ----- | ----- | ------ | ------ | ------ | ------ | ------ | ------ |
| 4.875 | 5.578 | 8.621 | 15.025 | 20.532 | 21.742 | 21.357 | 19.850 | 18.905 |